# (409) Aspasia
(409) Aspasia – planetoida z grupy pasa głównego asteroid okrążająca Słońce w ciągu 4 lat i 50 dni w średniej odległości 2,58 j.a. Została odkryta 9 grudnia 1895 roku w Observatoire de Nice w Nicei przez Auguste Charloisa. Nazwa planetoidy pochodzi od Aspazji, wieloletniej kochanki Peryklesa, wpływowej kobiety w starożytnych Atenach. Przed jej nadaniem planetoida nosiła oznaczenie tymczasowe (409) 1895 CE.